# Précipitations
Pour l’article homonyme, voir Précipitation.
Les précipitations désignent toutes les formes de l'eau à l'état liquide ou solide provenant de l'atmosphère,,,. Ces hydrométéores (cristaux de glace ou gouttelettes d'eau), ayant été soumis à des processus de condensation et d'agrégation à l'intérieur des nuages, sont devenus trop lourds pour demeurer en suspension dans l'atmosphère et tombent au sol ou s'évaporent en virga avant de l'atteindre,. Les précipitations se caractérisent par trois principaux paramètres : leur volume, leur intensité et leur fréquence qui varient selon les lieux et les périodes (jours, mois ou années).
Par extension, le terme peut également être utilisé pour des phénomènes similaires sur d'autres planètes ou lunes ayant une atmosphère. D'autre part, le brouillard et la brume ne sont pas des précipitations car la vapeur d'eau condensée ne tombe pas. Il s'agit de nuages non précipitant au sol.

## Précipitations terrestres

### Types

Type de la précipitation selon la structure thermique (bleu sous zéro degré Celsius et rouge au-dessus)

La fréquence et la nature des précipitations dans une région géographique donnée sont des caractéristiques importantes de son climat. Elles contribuent de façon essentielle à la fertilité et à l'habitabilité des zones tempérées ou tropicales ; dans les zones polaires, elles aident au maintien des calottes glaciaires. La précipitation peut prendre les formes suivantes (parfois mélangées), :
Liquide
- Pluie
- Bruine
- Pluie verglaçante/Bruine verglaçante

Solide
- Neige
- Neige en grains
- Neige roulée
- Grésil
- Grêle
- Granule de glace
- Cristal de glace

Dans les rapports d'observation météorologique, le type de précipitation s'accompagne d'une indication d'intensité (légère, modérée, ou forte), ainsi que d'une mesure de la visibilité au travers de la précipitation. Les rapports d'observations indiquent aussi le caractère temporel de la précipitation : si son intensité varie rapidement et s'accompagne d'éclaircies, la précipitation est appelée une averse.

### Mesure
Les précipitations liquides s'évaluent en hauteur d'eau équivalente sur une période donnée (exemples : mm par an, par mois, par jour). Alors qu'elles sont mesurées en millimètres (mm), les précipitations solides telles que la neige sont évaluées en centimètres (cm). Les précipitations peuvent aussi être exprimées en litres par mètre carré (L/m2) d'équivalent liquide — les deux unités étant équivalentes en utilisant la densité de l'eau, ou de la neige fondue en eau — recueilli sur une surface d'un mètre carré,. Également, le mm de précipitations, soit 1 litre par mètre carré, correspond à 10 m3 ou 10 tonnes par hectare.

### Mécanismes de formation des précipitations

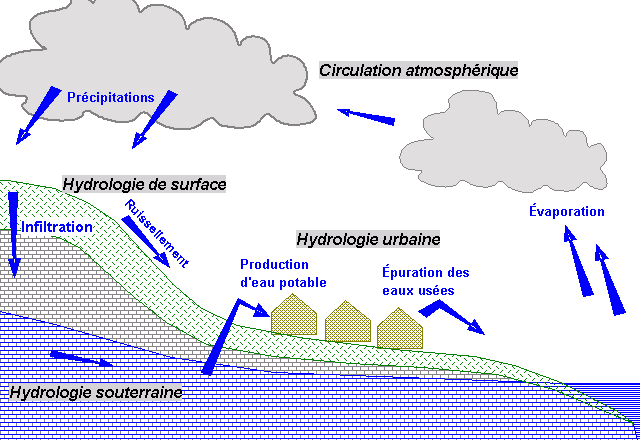
Condensation et coalescence sont importantes dans le cycle de l'eau.

#### Condensation
Les gouttes commencent à se former dans de l'air généralement au-dessus du point de congélation quand l'air soulevé devient légèrement sursaturé par rapport à la température environnante. Pour cela il faut cependant des noyaux de condensation, poussières ou grains de sel, sur lesquels la vapeur d'eau se dépose. La solution chimique obtenue abaisse la tension de surface nécessaire pour former une goutte. Il y a d'abord formation de très fines gouttes qui donnent le nuage. À mesure que ces gouttes montent, elles passent sous le point de congélation mais resteront généralement surfondues lorsque leur température est comprise entre −10 °C et 0 °C. En effet, les noyaux de congélation sont beaucoup moins disponibles que les noyaux de condensation ce qui laisse beaucoup de temps durant l'ascension avant d'en rencontrer un et de transformer les gouttes en cristaux de glace.
À mesure que les gouttelettes augmentent de diamètre, un second processus doit intervenir, la coalescence, afin d'atteindre un diamètre suffisant pour former des gouttes de pluie. En effet, les gouttelettes formées par condensation n'atteignent que quelques dizaines de microns dans le temps nécessaire habituellement pour donner de la pluie.

#### Coalescence
La coalescence est l'amalgamation de deux ou plusieurs gouttelettes par collision pour en former une plus grosse. Les gouttelettes croissant à des vitesses différentes, selon la concentration de vapeur d'eau, elles se déplaceront à une vitesse différente qui est reliée à leur diamètre et au courant ascendant. Les plus grosses bougeant plus lentement captureront les plus petites en montant puis lorsqu'elles ne peuvent plus être soutenues par le courant, elles redescendront et poursuivront leur croissance de la même façon.

#### Effet Bergeron
L'effet Bergeron, de son découvreur Tor Bergeron, est le plus efficace des processus de formation des gouttes de pluie ou de neige. Lorsque des cristaux de glace se forment finalement par congélation de gouttelettes, ils ont une pression de saturation moindre que celle des gouttelettes environnantes. Les gouttelettes s'évaporent donc et la vapeur d'eau va se déposer sur les cristaux.
Ces cristaux finiront également par tomber et entreront en coalescence avec d'autres pour former des flocons de neige. Ils captureront également par coalescence des gouttes ce qui les givrera si la température est sous zéro degré Celsius. Si la température de l'atmosphère est partout sous zéro au-dessus du sol, on aura de la neige. Par contre, si le niveau de congélation n'est pas au sol ou s'il y a des couches au-dessus du zéro en altitude, on aura une variété de types de précipitations : pluie, pluie verglaçante, grésil, etc.

### Modes de formation des précipitations

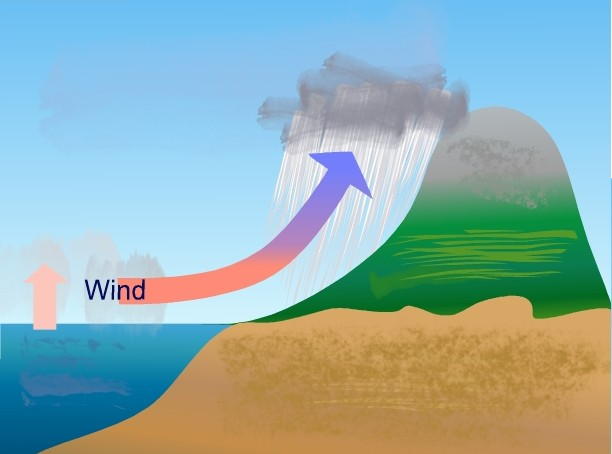
Précipitation orographique

Pour que des gouttelettes d'eau se forment et donnent un nuage puis de la précipitation, il faut un mécanisme pour amener l'air à saturation. À moins que l'air ne se refroidisse par un mécanisme d'advection d'air froid ou de transfert radiatif, comme dans le cas de la formation du brouillard, c'est par soulèvement que cela se produit. Lorsque les hydrométéores deviennent trop massifs pour être supportés par le mouvement vertical disponible, ils se mettent à tomber vers le sol. Outre leur phase, on distingue donc deux types de précipitations en fonction du mécanisme qui cause le mouvement vertical :
1. Les précipitations stratiformes qui viennent du soulèvement lent et à grande échelle de l'humidité qui se condense uniformément. Comme exemple :
  - les précipitations synoptiques, causées par les dépressions des latitudes moyennes.
  - les précipitations côtières qui ont lieu à proximité des littoraux et ont pour cause le soulèvement de l'air humide provenant de la mer par les aspérités du continent.
  - les précipitations orographiques où le relief force les masses d'air à s'élever : les versants au vent sont alors très pluvieux, les versants sous le vent sont plus secs. Le foehn est une illustration de ce phénomène.
2. Les précipitations convectives résultent de la brusque élévation de masses d'air chargées d'humidité, par la poussée d'Archimède, à cause de l'instabilité de l'air. Comme exemple :
  - les orages et averses isolés ou organisés.
  - les précipitations des zones de convergence où les orages se développent parce que l'air instable et humide peut se concentrer et convecter avec le réchauffement diurne. Par exemple, on retrouve cela dans la zone de convergence intertropicale et à l'avant des fronts froids.
  - les précipitations cycloniques où les précipitations convectives généralisées sont engendrées par l'organisation des cyclones tropicaux.

Ces deux types de précipitations ne sont pas mutuellement exclusives cependant. En effet, il peut y avoir des zones instables dans une masse de pluie ou de neige stratiforme ce qui donnera lieu à des averses plus fortes dans ces secteurs. De la même façon, on peut obtenir par soulèvement des conditions instables. Par exemple, des vents remontant une pente peuvent faire dépasser le niveau de convection libre à la parcelle d'air soulevée et donner un orage.
Un nuage engendrera en général des précipitations significatives lorsque son épaisseur dépasse 4 000 pieds (1 200 m),. En général, un nuage n'engendrera pas de précipitations si la densité d'eau liquide dans le nuage est inférieure à 0,5 g / m³.

### Organisation spatiale
Les précipitations peuvent être organisées de différentes façons : en larges zones, en bande de précipitations ou être isolées. Cela dépend de la stabilité de la masse d'air, des mouvements verticaux dans celle-ci et des effets locaux. Ainsi, à l'avant d'un front chaud, les précipitations seront surtout stratiformes et couvriront plusieurs centaines de kilomètres de largeur et de profondeur. Par contre, devant un front froid ou dans un cyclone tropical, les précipitations formeront de minces bandes qui peuvent s'étirer latéralement sur de grandes distances. Finalement, une averse ou un orage donnera des précipitations sur quelques kilomètres carrés à la fois, formant une colonne de précipitations sous le nuage convectif.

#### Pluviométrie

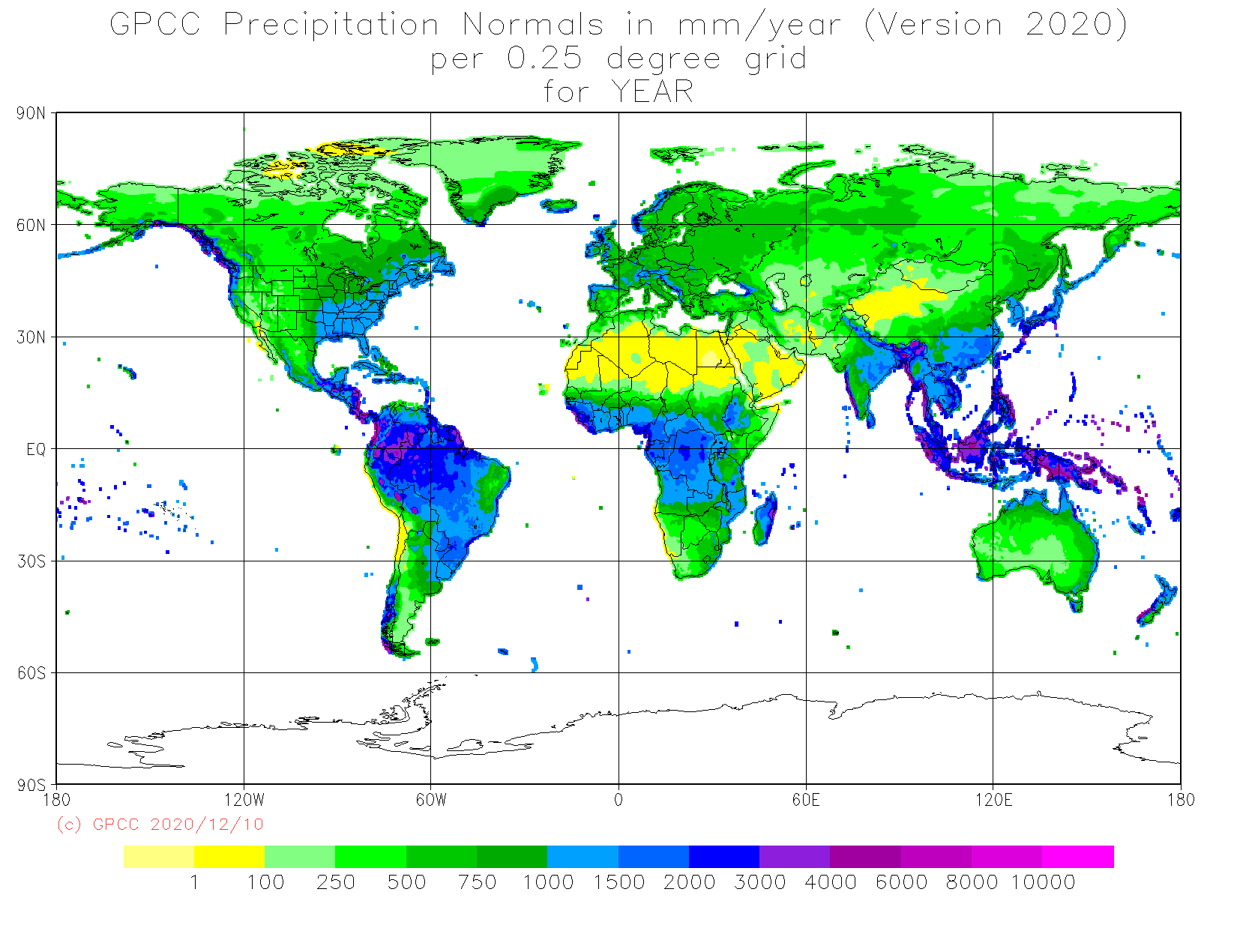
Carte des normales mondiales de précipitations de 1951 à 2000 (version 2020) sur terre.

Variation mensuelle des précipitations, incluant les océans, grâce aux données terrestres et satellitaires.

La pluviométrie est l'étude des cumuls de pluie, de neige ou de toute autre forme d'eau grâce à des instruments de mesure in situ ou par télémétrie. Les accumulations à l'état solide viennent s'ajouter par alimentation à un glacier ou à un champ de neige ; le contraire est l'ablation. Le cumul de précipitations liquides et solides est l'un des facteurs conditionnant le climat et par conséquent le développement des sociétés humaines et est souvent un enjeu géopolitique.
Les précipitations se forment et tombent aussi en mer. Les océans, en raison de leur superficie, reçoivent plus de précipitations que la terre. Ils stockent environ 97 % de l'eau de la Terre et fournissent la grande majorité de l'eau évaporée qui entre dans le cycle de l'eau. Des changements importants pourraient avoir un impact sur la disponibilité de l'eau, la demande en eau et l'allocation de l'eau aux niveaux mondial et local.
Plusieurs instruments sont utilisés en pluviométrie, dont le pluviomètre/pluviographe est le plus connu. La mesure peut s'effectuer sous diverses unités, selon que le type de précipitations soit solide ou liquide, mais elle est ramenée en millimètre d'équivalence en eau, autrement dit en litres par mètre carré de surface horizontale, pour fin de comparaison.

#### Déposition
Deux types de dépositions peuvent être recueillis dans un pluviomètre mais ne forment rarement plus qu'une trace d'accumulation :
- le brouillard est un nuage au sol formé de gouttelettes ;
- la rosée et le givre sont la condensation sur des objets de l'excès de vapeur d'eau de l'atmosphère lorsque la température descend sous le point de rosée (saturation de plus de 100 %).

Dans ces deux cas on ne peut parler de précipitations puisque les gouttelettes se forment ou se déposent sur le sol ou des objets sans tomber.

### Recherche
Selon Xuebin Zhang (2007) de la division de la détection et analyse du changement climatique d'Environnement et Changement climatique Canada (Toronto au Canada), l'homme des pays développés est le responsable direct de 50 à 85 % de l'augmentation des précipitations survenant aux latitudes tempérées (40-70° N). Il a ainsi analysé la pluviométrie par bandes de latitude entre 1925 et 1999. La moyenne a augmenté de 62 mm dans les latitudes moyennes de l'hémisphère nord (États-Unis, Europe du Nord, Russie) contre une diminution de 98 mm en moyenne pour les contrées tropicales de l'hémisphère nord (Sahel, Shara). La part de l'homme a été confrontée à différents modèles (avec et sans émissions de gaz à effet de serre et sols sulfatés) pour arriver à la conclusion citée ci-dessus. Le plus grave restant que les précipitations ont évolué plus rapidement que prévu, tout comme la hausse du niveau des mers. Les projections actuelles sous-évaluent ainsi les risques climatiques à long terme.

### Ensemencement naturel et artificiel
Dans la nature divers processus participent à l'ensemencement de l’atmosphère, passivement et/ou par des espèces vivantes.

#### Ensemencement naturel
- Le processus peut être purement physique : quand deux couches de nuages, dont la plus élevée est formée de cristaux de glace (type cirrus), sont séparées par une couche sèche, des cristaux de glace peuvent tomber de la plus élevée. Ceux-ci se sublimeront en partie dans la couche sèche mais ceux qui restent serviront de noyaux glacigènes et mèneront à une augmentation du taux de précipitations dans la couche inférieure, exactement par le même principe que l'ensemencement artificiel[19],[20],[21].
- L'ensemencement peut aussi se faire par des molécules (aérosols biogéniques) émises par des végétaux marins (algues) ou terrestre (arbres). Plusieurs expériences récentes[22],[23],[24] ont à nouveau attiré l'attention sur le rôle des arbres vis-à-vis de la pluie et du climat. Elles suggèrent que les études rétrospectives et prospective du climat pré-industriel devraient mieux en tenir compte, pour mieux comprendre les effets des blooms planctoniques, de la déforestation et parce que les nuages sont encore la première source d'incertitude dans la compréhension et modélisation de la manière dont les émissions anthropiques affectent l'atmosphère. Les terpènes dont l'α-pinène (composé volatil responsable de l'odeur du sapin en forêt) en font partie, de même que les bétaïnes relarguées dans l'atmosphère avec les embruns marins par le phytoplancton. Depuis cinquante ans, divers auteurs dont James Lovelock dans son hypothèse Gaïa avancent qu'il y a là une boucle de rétroaction qui pourrait avoir été favorisée par la sélection naturelle au cours de l'évolution ; les algues et les arbres semblent ainsi depuis des millions d'années contribuer à entretenir et stabiliser un climat planétaire, un cycle de l'eau et des nutriments (azote, phosphore et soufre notamment) qui leur est favorable[25].

#### Ensemencement artificiel
Des précipitations peuvent être déclenchées en dispersant sur un nuage de la poussière d'iodure d'argent. Ceci est équivalent à introduire des noyaux glacigènes ce qui accélère la formation de cristaux de glace et amène l’effet Bergeron cité précédemment. C'est un moyen de limiter la taille des grêlons également en créant plus de compétition pour la vapeur d'eau disponible.
La technique est très efficace en laboratoire, mais dans la nature, son efficacité est limitée selon Jean-Louis Brenguier, chef du groupe de météorologie expérimentale à Météo-France, à moins que l'on dépense des sommes très importantes pour suivre le nuage durant toute sa vie. Pourtant, cela n'empêche pas l'Agence des technologies atmosphériques russe d'utiliser cette technique pour disperser des nuages au-dessus de Moscou lors de certaines fêtes et visites officielles ou encore pour limiter la quantité de neige.

## Précipitations extraterrestres

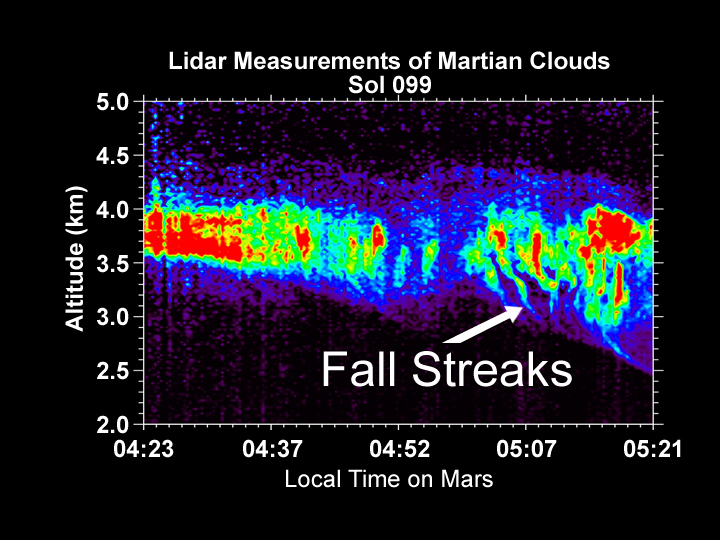
Virga de cristaux de glace sur Mars notée par le lidar de la sonde Phoenix

### Mars
L'atmosphère de Mars est très ténue, en majorité composée de dioxyde de carbone (95 %), de diazote (3 %) et d'argon (1,6 %), et contient des traces de dioxygène, d'eau, et de méthane. Il existe des nuages d'eau et de dioxyde de carbone dont l'aspect est très proche de celui des cirrus. Certains nuages sont si fins qu'ils ne peuvent être aperçus que lorsqu'ils reflètent la lumière du Soleil dans l'obscurité. En ce sens, ils sont proches des nuages noctulescents de la Terre. La sonde Phoenix a noté des cristaux de glace tombant de ces nuages à 4 km d'altitude et se sublimant en virga au-dessus de 2,5 km,.

### Vénus
Dans l'atmosphère de Vénus, les pluies d'acide sulfurique (H2SO4) sont fréquentes mais n'atteignent jamais le sol (température de 470 °C). Elles s'évaporent à cause de la chaleur avant d'atteindre la surface en virga. L'acide sulfurique s'évapore vers 300 °C et se décompose en eau et en dioxyde de soufre. Depuis la couche nuageuse, entre 48 et 58 km d'altitude, ces gouttes d'acide rencontrent des températures telles qu'elles finissent par s'évaporer arrivées à environ 30 km d'altitude, retournant ensuite vers les nuages.

### Titan
Sur Titan, le satellite de Saturne, c'est le méthane qui subit un cycle similaire à celui de l'eau sur Terre. Celui-ci, à la température moyenne de Titan, se trouve à l'état gazeux, mais l'atmosphère de Titan est détruite progressivement dans l'atmosphère supérieure. Les composés plus complexes du carbone, formés à partir du méthane, sont liquides à ces températures. Ces composés retombent sous la forme de pluies et forment des lacs de quelques mètres de profondeur, qui peuvent être couverts par des blocs de glace d'ammoniac.
Les lacs s'évaporent mais aucun processus chimique ou physique (dans les conditions présentes sur Titan) n'autorise la retransformation de ces composés en méthane. La majeure partie du méthane doit donc être originaire de la surface ou des cryovolcans qui l'acheminent vers l'atmosphère où il se condense à nouveau et retombe sous la forme de pluies de méthane, en complétant le cycle. Ceci signifie qu'il doit y avoir un renouvellement du méthane dans l'atmosphère.
Le pôle Nord connaît beaucoup de précipitations - probablement de méthane ou d'éthane - en hiver. Lors du changement de saison, le sud connaît à son tour ces pluies. Ces pluies alimentent des lacs ou des mers de méthane ou d'éthane liquide au pôle.

### Autres planètes et satellites
- Il est possible en théorie de rencontrer de la virga d'ammoniac ou de méthane sur les géantes gazeuses comme Jupiter et Neptune.
- Sur les planètes gazeuses, il pourrait exister des précipitations de diamant liquide dans certaines couches gazeuses de l'intérieur de la planète. Des scientifiques, dont le Kevin Baines du Jet Propulsion Laboratory et de l'université du Wisconsin à Madison, ont émis cette hypothèse. De puissants éclairs frapperaient ainsi le méthane présent dans l'atmosphère et le transformeraient en suie. Cette dernière tomberait sous l'effet de la gravité et se transformerait par paliers en morceaux de graphite, puis en diamants, sous l'effet de l'accroissement de la pression et de la température. Cette hypothèse ne fait pas l'unanimité et elle est difficile à prouver in situ[31].
- Sur des planètes telluriques surchauffées, il pourrait y avoir des pluies de roche ou de métal.